# Lista de regiões portuguesas ordenadas pelo PIB
Esta é uma lista demostrando o Produto interno bruto (PIB) de cada uma das nove regiões portuguesas, ordenadas pela região e ano, mostrando os valores de cada ano desde 1995. Os dados baseiam-se nas estatísticas oficiais do Instituto Nacional de Estatística.
| Posição | Posição          | Região               | PIB (em mil €, 2023) | Percentagem (da população nacional) | Crescimento (desde 2023) |
| Em 2023 | Comparada a 2022 | Região               | PIB (em mil €, 2023) | Percentagem (da população nacional) | Crescimento (desde 2023) |
| ------- | ---------------- | -------------------- | -------------------- | ----------------------------------- | ------------------------ |
| 1       | (0)              | Grande Lisboa        | 84 363 398           | 31.6 %                              | 11.7 %                   |
| 2       | (0)              | Norte                | 78 659 537           | 29.4 %                              | 8.6 %                    |
| 3       | (0)              | Centro               | 36 631 120           | 13.7 %                              | 7.4 %                    |
| 4       | (0)              | Oeste e Vale do Tejo | 16 560 191           | 6.2 %                               | 11.0 %                   |
| 5       | (0)              | Península de Setúbal | 14 154 110           | 5.3 %                               | 7.4 %                    |
| 6       | (0)              | Algarve              | 13 143 033           | 4.9 %                               | 9.7 %                    |
| 7       | (0)              | Alentejo             | 11 326 559           | 4.2 %                               | 8.1 %                    |
| 8       | (0)              | Madeira              | 6 988 630            | 2.6 %                               | 11.5 %                   |
| 9       | (0)              | Açores               | 5 376 008            | 2.1 %                               | 10.6 %                   |
|         |                  | Portugal             | 267 384 332          | 100 %                               | 9.6 %                    |

## Resultados das regiões
Em 2022, a Área Metropolitana de Lisboa manteve sua posição de destaque como a região com o maior Produto Interno Bruto em Portugal, superando todas as outras com um montante de mais de 87 mil milhões de euros. Além disso, registrou um crescimento notável de mais de 14% em relação ao ano anterior, consolidando sua importância econômica no país e representando cerca de 36% do total do PIB nacional.
Logo em seguida, a Região do Norte se destacou como a segunda maior economia regional, com um PIB regional de aproximadamente 72 mil milhões de euros. Apresentando um crescimento de mais de 10% em comparação ao ano anterior, essa região contribuiu com cerca de 30% do PIB nacional, demonstrando sua significativa influência econômica.
A Região do Centro, ocupando o terceiro lugar, registrou um PIB de 45 mil milhões de euros, com um aumento de 9% em relação ao ano anterior. Sua participação no PIB nacional foi de aproximadamente 19%, destacando-se como uma importante área econômica no país.
Em quarto lugar, a Região do Alentejo mostrou um PIB de 15 mil milhões de euros, experimentando um crescimento de mais de 10% e contribuindo com cerca de 6% do PIB nacional. Esse aumento indica um desenvolvimento econômico positivo nesta região predominantemente rural.
O Algarve, classificado como o quinto lugar, apresentou um PIB de mais de 11 mil milhões de euros, registrando o maior crescimento entre todas as outras regiões, com mais de 21%. Sua participação no PIB nacional foi de cerca de 5%, refletindo o forte impulso econômico impulsionado pelo turismo na região.
As regiões autónomas da Madeira e dos Açores ocuparam o sexto e sétimo lugares, respectivamente, com PIBs de 6 e 5 mil milhões de euros. A Região da Madeira registrou um crescimento de quase 20%, contribuindo com cerca de 2,5% do PIB nacional, enquanto a Região dos Açores teve um crescimento de aproximadamente 12% e representou cerca de 2% do PIB nacional.

## PIB total das regiões
| Região                       | 2022        | 2021        | 2020        | 2019        | 2018        | 2017        | 2016        | 2015        | 2014        | 2013        | 2012        |
| ---------------------------- | ----------- | ----------- | ----------- | ----------- | ----------- | ----------- | ----------- | ----------- | ----------- | ----------- | ----------- |
| Área Metropolitana de Lisboa | 87 368 251  | 76 602 808  | 71 642 261  | 77 439 684  | 73 602 660  | 70 359 439  | 66 942 299  | 64 897 096  | 63 145 811  | 62 955 030  | 62 528 741  |
| Região do Norte              | 71 872 968  | 65 109 526  | 60 578 913  | 63 524 580  | 60 909 739  | 57 652 651  | 55 077 727  | 52 770 625  | 50 782 137  | 49 397 685  | 48 345 472  |
| Região do Centro             | 45 028 735  | 41 287 266  | 38 529 709  | 40 027 696  | 38 474 428  | 36 823 211  | 35 246 150  | 33 923 548  | 32 438 391  | 31 999 342  | 31 554 756  |
| Região do Alentejo           | 15 157 115  | 13 731 983  | 12 476 528  | 13 373 233  | 13 097 446  | 12 845 392  | 12 124 416  | 11 952 332  | 11 165 241  | 10 952 633  | 10 946 676  |
| Região do Algarve            | 11 624 407  | 9 584 078   | 8 527 881   | 10 239 801  | 9 729 585   | 9 223 695   | 8 507 833   | 7 880 986   | 7 508 843   | 7 244 387   | 7 164 785   |
| Região da Madeira            | 6 020 507   | 5 025 693   | 4 449 626   | 5 126 382   | 4 940 384   | 4 783 574   | 4 477 623   | 4 313 162   | 4 202 299   | 4 143 442   | 4 062 749   |
| Região dos Açores            | 5 109 502   | 4 560 545   | 4 163 067   | 4 487 270   | 4 284 636   | 4 110 578   | 3 973 064   | 3 824 278   | 3 685 829   | 3 652 805   | 3 569 436   |
| Portugal                     | 242 340 811 | 216 053 209 | 200 518 859 | 214 374 620 | 205 184 124 | 195 947 210 | 186 489 811 | 179 713 159 | 173 053 691 | 170 492 269 | 168 295 569 |

## Participação das regiões no PIB total nacional
Durante o período de 2012 a 2022, a participação das diferentes regiões de Portugal no Produto interno bruto nacional revelou padrões importantes para a compreensão da economia do país.
| Região                       | 2022    | 2021    | 2020    | 2019    | 2018    | 2017    | 2016    | 2015    | 2014    | 2013    | 2012    |
| ---------------------------- | ------- | ------- | ------- | ------- | ------- | ------- | ------- | ------- | ------- | ------- | ------- |
| Área Metropolitana de Lisboa | 36,05 % | 35,46 % | 35,73 % | 36,12 % | 35,87 % | 35,91 % | 35,90 % | 36,11 % | 36,49 % | 36,93 % | 37,15 % |
| Região do Norte              | 29,66 % | 30,14 % | 30,21 % | 29,63 % | 29,69 % | 29,42 % | 29,53 % | 29,36 % | 29,34 % | 28,97 % | 28,73 % |
| Região do Centro             | 18,58 % | 19,11 % | 19,22 % | 18,67 % | 18,75 % | 18,79 % | 18,90 % | 18,88 % | 18,74 % | 18,77 % | 18,75 % |
| Região do Alentejo           | 6,25 %  | 6,36 %  | 6,22 %  | 6,24 %  | 6,38 %  | 6,56 %  | 6,50 %  | 6,65 %  | 6,45 %  | 6,42 %  | 6,50 %  |
| Região do Algarve            | 4,80 %  | 4,44 %  | 4,25 %  | 4,78 %  | 4,74 %  | 4,71 %  | 4,56 %  | 4,39 %  | 4,34 %  | 4,25 %  | 4,26 %  |
| Região da Madeira            | 2,48 %  | 2,33 %  | 2,22 %  | 2,39 %  | 2,41 %  | 2,44 %  | 2,40 %  | 2,40 %  | 2,43 %  | 2,43 %  | 2,41 %  |
| Região dos Açores            | 2,11 %  | 2,11 %  | 2,08 %  | 2,09 %  | 2,09 %  | 2,10 %  | 2,13 %  | 2,13 %  | 2,13 %  | 2,14 %  | 2,12 %  |
| Portugal                     | 100 %   | 100 %   | 100 %   | 100 %   | 100 %   | 100 %   | 100 %   | 100 %   | 100 %   | 100 %   | 100 %   |

A Área Metropolitana de Lisboa, como principal centro financeiro, comercial e industrial, manteve uma posição proeminente ao longo desses anos, contribuindo consistentemente com cerca de 36% do PIB total. Essa estabilidade reflete a robustez e diversificação da economia da capital portuguesa, que abrange setores como serviços financeiros, tecnologia, turismo e indústria.
Logo após a região da capital, a Região do Norte emergiu como outra força econômica significativa, contribuindo com aproximadamente 29-30% do PIB nacional. Com uma base industrial sólida, portos importantes e uma população densa, o Norte desempenha um papel crucial na economia do país, especialmente nos setores manufatureiro, de energia e de serviços.
O Centro de Portugal, com sua rica história cultural, atividades agrícolas e turismo, contribuiu com cerca de 18-19% do PIB total. Esta região desempenha um papel importante na economia do país, especialmente através do turismo cultural e rural, bem como da produção agrícola e florestal.
O Alentejo, conhecido por suas vastas planícies agrícolas e crescente setor de energias renováveis, contribuiu com aproximadamente 6-6,5% do PIB nacional. Sua importância econômica cresceu ao longo dos anos, especialmente com investimentos em agricultura de precisão e energias renováveis.
O Algarve, destino turístico de renome internacional, contribuiu com cerca de 4-5% do PIB nacional, graças à sua indústria turística bem estabelecida, que atrai visitantes de todo o mundo em busca de suas praias ensolaradas e campos de golfe.
As regiões autônomas da Madeira e dos Açores, embora menores em termos de contribuição para o PIB nacional, desempenham papéis importantes na economia portuguesa, especialmente através do turismo, agricultura e indústrias de pesca.

## Variação em%
| Região                       | 2022    | 2021    | 2020    | 2019   | 2018   | 2017   | 2016   | 2015   | 2014   | 2013   |
| ---------------------------- | ------- | ------- | ------- | ------ | ------ | ------ | ------ | ------ | ------ | ------ |
| Área Metropolitana de Lisboa | 14,05 % | 6,95 %  | 7,49 %  | 5,21 % | 4,60 % | 5,11 % | 3,15 % | 2,77 % | 0,30 % | 0,68 % |
| Região do Norte              | 10,39 % | 7,48 %  | 4,63 %  | 4,29 % | 5,65 % | 4,67 % | 4,36 % | 3,91 % | 2,80 % | 2,18 % |
| Região do Centro             | 9,06 %  | 7,15 %  | 3,75 %  | 4,03 % | 4,47 % | 4,48 % | 3,89 % | 4,57 % | 1,37 % | 1,41 % |
| Região do Alentejo           | 10,38 % | 10,07 % | 6,70 %  | 2,11 % | 1,97 % | 5,94 % | 1,44 % | 7,04 % | 1,94 % | 0,05 % |
| Região do Algarve            | 21,29 % | 12,38 % | 16,71 % | 5,25 % | 5,49 % | 8,39 % | 7,97 % | 4,94 % | 3,64 % | 1,11 % |
| Região da Madeira            | 19,79 % | 12,96 % | 13,20 % | 3,76 % | 3,28 % | 6,83 % | 3,81 % | 2,63 % | 1,42 % | 1,99 % |
| Região dos Açores            | 12,04 % | 9,55 %  | 7,22 %  | 4,73 % | 4,23 % | 3,46 % | 3,89 % | 3,76 % | 0,90 % | 2,34 % |
| Portugal                     | 12,17 % | 7,75 %  | 6,46 %  | 4,48 % | 4,72 % | 5,07 % | 3,77 % | 3,84 % | 1,50 % | 1,30 % |

## Variação em total
| Região                       | 2022       | 2021       | 2020       | 2019      | 2018      | 2017      | 2016      | 2015      | 2014      | 2013      |
| ---------------------------- | ---------- | ---------- | ---------- | --------- | --------- | --------- | --------- | --------- | --------- | --------- |
| Área Metropolitana de Lisboa | 10 765 443 | 4 960 547  | 5 797 423  | 3 837 024 | 3 243 221 | 3 417 140 | 2 045 203 | 1 751 285 | 190 781   | 426 289   |
| Região do Norte              | 6 763 759  | 4 530 613  | 2 945 667  | 2 614 841 | 3 257 088 | 2 574 924 | 2 307 102 | 1 988 488 | 1 384 452 | 1 052 213 |
| Região do Centro             | 3 741 469  | 2 757 557  | 1 497 987  | 1 553 268 | 1 651 217 | 1 577 061 | 1 322 602 | 1 485 157 | 439 049   | 444 586   |
| Região do Alentejo           | 1 425 132  | 1 255 455  | 896 705    | 275 787   | 252 054   | 720 976   | 172 084   | 787 091   | 212 608   | 5 957     |
| Região do Algarve            | 2 040 329  | 1 056 197  | 1 711 920  | 510 216   | 505 890   | 715 862   | 626 847   | 372 143   | 264 456   | 79 602    |
| Região da Madeira            | 994 814    | 576 067    | 676 756    | 185 998   | 156 810   | 305 951   | 164 461   | 110 863   | 58 857    | 80 693    |
| Região dos Açores            | 548 957    | 397 478    | 324 203    | 202 634   | 174 058   | 137 514   | 148 786   | 138 449   | 33 024    | 83 369    |
| Portugal                     | 26 287 602 | 15 534 350 | 13 855 761 | 9 190 496 | 9 236 914 | 9 457 399 | 6 776 652 | 6 659 468 | 2 561 422 | 2 196 700 |